# Miloševići (Plužine)
Pour les articles homonymes, voir Miloševići.
Miloševići (en serbe cyrillique : Милошевићи) est un village de l'ouest du Monténégro, dans la municipalité de Plužine.

## Démographie

### Évolution historique de la population
| 1948 | 1953 | 1961 | 1971 | 1981 | 1991 | 2003 |
| ---- | ---- | ---- | ---- | ---- | ---- | ---- |
| 310  | 328  | 429  | 357  | 263  | 180  | 112  |